# Vulpes chama
La volpe del Capo (Vulpes chama A. Smith, 1833), nota anche come volpe cama, è l'unica specie del genere Vulpes originaria dell'Africa meridionale, nonché il Canide più piccolo della regione.

## Descrizione
La volpe del Capo misura 45-61 cm di lunghezza, ha una coda di 30-40 cm, è alta alla spalla 28-33 cm e pesa 3,6-5 kg.
Ha un mantello grigio-argento, con una colorazione leggermente gialla sui fianchi e la regione ventrale. Caratteristiche della specie sono le grandi orecchie e la regione orale di colore scuro. La coda, dall'estremità sempre nera, è folta.

## Distribuzione e habitat
La volpe del Capo è diffusa in Sudafrica, a eccezione delle regioni costiere lungo l'Oceano Indiano e di quelle nord-orientali, nella metà sud-occidentale del Botswana, in quasi tutta la Namibia (tranne che nella regione costiera) e nell'estremità sud-occidentale dell'Angola. Si incontra anche nel Lesotho. Vive in regioni aperte, come savane, steppe arbustive, semideserti e fynbos.

## Biologia
La volpe del Capo è un animale notturno ed è attiva prevalentemente di notte, soprattutto prima dell'alba o dopo il tramonto; talvolta si può scorgere anche di primo mattino e in prima serata. Durante il giorno rimane generalmente nascosta in tane sotterranee, cavità, anfratti e fitti boschetti; è un'attiva scavatrice che edifica da sola i propri ripari, sebbene generalmente modifichi ricoveri abbandonati di altre specie, come la lepre saltante, fino a renderli consoni alle proprie necessità. È una creatura solitaria e, sebbene formino coppia fissa, maschi e femmine vengono generalmente visti da soli, così come da soli vanno in cerca di cibo; solo raramente vengono visti insieme. Non è territoriale, comunque marca ugualmente il proprio territorio con un odore pungente. Sebbene sia normalmente una creatura silenziosa, la volpe del Capo comunica con richiami soffusi, gemiti o cinguettii. Tuttavia, quando è allarmata, avvisa i conspecifici con un forte latrato. Quando è nervosa, ringhia e sputa in direzione del suo aggressore, sollevando la coda. Proprio in base a quanto essa viene tenuta sollevata, è possibile verificare spesso l'umore dell'animale.

### Alimentazione
La volpe del Capo è un animale onnivoro, che si ciba quindi sia di vegetali che di animali. Sebbene prediliga di gran lunga invertebrati e piccoli mammiferi come i roditori, è una predatrice opportunista che cattura e divora rettili, conigli, ragni, uccelli e giovani lepri. Si nutre anche di uova di uccelli, larve di coleotteri e carogne, così come di numerosi insetti e di frutta. Se spinta dalla fame, è in grado di uccidere agnelli che non hanno ancora compiuto tre mesi di età, ma i casi registrati sono molto rari e non hanno alcun impatto negativo sull'allevamento ovino.

### Riproduzione
Così come quasi tutti gli altri Canidi, anche la volpe del Capo si accoppia per tutta la vita con lo stesso partner. Tuttavia, a differenza della volpe rossa, è in grado di accoppiarsi in ogni periodo dell'anno, sebbene le cucciolate nascano di solito nei mesi di ottobre, novembre, dicembre o gennaio. La femmina ha un periodo di gestazione di 51-53 giorni, trascorsi i quali dà alla luce da uno a sei piccoli. Al sicuro nelle tane sotterranee, i piccoli rimangono nella tana fino a circa 4 mesi di età. Svezzati a circa 6-8 settimane, non iniziano a procurarsi il cibo da soli fino all'età di 4 mesi, e continuano a dipendere dai genitori fino al quinto mese, raggiunto il quale abbandonano il territorio natio, generalmente nei mesi di giugno o luglio. Alla nascita, pesano 50-100 g e vengono accuditi da entrambi i genitori e durante le prime due settimane di vita il maschio provvede anche a portare il cibo alla femmina. Ciascun gruppo familiare di solito comprende unicamente i genitori e la loro cucciolata, ma talvolta più gruppi familiari si uniscono insieme per andare in cerca di cibo. In alcuni casi la coppia ha più cucciolate nel corso dello stesso anno; quando ciò accade, la femmina gravida di solito scaccia via i piccoli della cucciolata precedente. I piccoli sono pienamente sviluppati a un anno di età, e sia femmine che maschi raggiungono la maturità sessuale a 9 mesi. L'aspettativa di vita della volpe del Capo è di circa 6 anni, ma alcuni esemplari possono vivere fino a 10 anni.

## Conservazione
Si ritiene che le volpi del Capo svolgano la positiva funzione di regolare le popolazioni di piccoli mammiferi. Tra i loro predatori vi sono grossi rapaci, come aquile e gufi, così come caracal, leopardi, iene e leoni. Spesso soccombono in seguito a malattie come rabbia e cimurro, sebbene ultimamente cadano soprattutto vittime di trappole posizionate per animali nocivi. Un gran numero di esemplari viene ucciso sulle strade dai veicoli, ma molte vengono cacciate e perseguitate come animali nocivi, sebbene gli allevatori moderni siano meglio informati sulla loro biologia di quanto lo fossero in passato. Alcune vengono erroneamente scambiate per sciacalli e accusate di predare bestiame dalle fattorie, e ogni anno ne vengono abbattuti circa 2500 esemplari, numero pari solamente al 16% della popolazione totale. Malgrado tutte queste minacce, comunque, la volpe del Capo non viene considerata una specie minacciata.